# Seduliusz Szkot
Seduliusz Szkot (łac. Sedulius Scottus) – irlandzki mnich, pisarz i poeta, żyjący i tworzący w Leodium (ob. Liège) we współczesnej Belgii w połowie IX wieku.
Nie są znane żadne bliższe informacje na temat jego życia, dokładne miejsce pochodzenia ani powody opuszczenia Irlandii. Do Francji przybył w towarzystwie dwóch współbraci w latach 40. IX wieku. Osiadł w Leodium, gdzie zdaniem niektórych wykładał w tamtejszej szkole. W 850 roku odwiedził Kolonię, być może przebywał także w Metzu i w Italii. Brak jakichkolwiek informacji na jego temat po 858 roku.
Zajmował się egzegezą i gramatyką, jego głównym dziełem jest traktat pedagogiczno-polityczny De Rectoribus Christianis. Napisał komentarze do listów św. Pawła oraz do Ewangelii Mateusza, komentarze do dzieł Pryscjana i jego ucznia Eutychesa. Pozostawił po sobie także zbiór ponad 80 wierszy, w większości krótkich, o zróżnicowanej wersyfikacji i osobistym charakterze. Tematyka poezji jest różnorodna, składają się na nie m.in. epitafia, napisy okolicznościowe, zagadki, modlitwy czy apostrofy do poszczególnych osób. Zbiór wierszy Seduliusza zachował się w jednym rękopisie, sporządzonym około połowy XII wieku w Trewirze. W XV wieku rękopis ten stanowił własność Mikołaja z Kuzy.